# 이노브로츠와프군

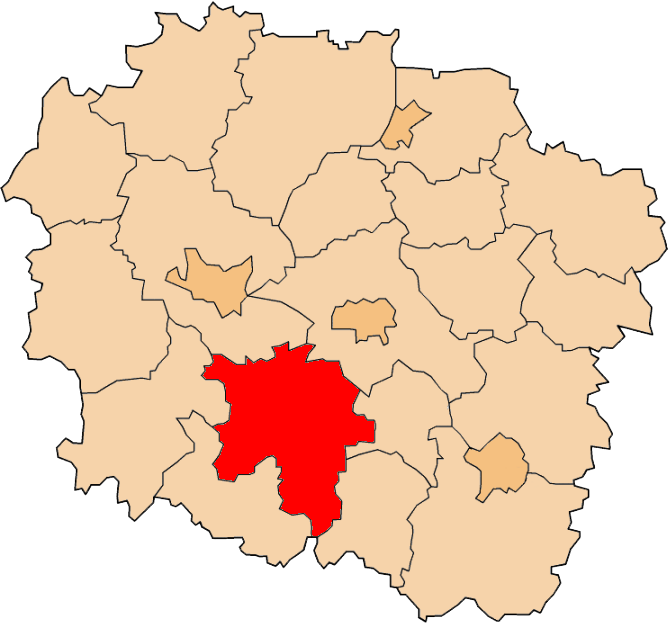
쿠야비포모제주 지도에 표시된 이노브로츠와프군의 위치

이노브로츠와프군(폴란드어: powiat inowrocławski)은 폴란드 쿠야비포모제주에 위치한 군으로 군청 소재지는 이노브로츠와프이며 면적은 1,224.94km2, 인구는 160,216명(2019년 기준), 인구 밀도는 130명/km2이다.
북쪽으로는 비드고슈치군, 북동쪽으로는 토룬군, 동쪽으로는 알렉산드루프군, 남동쪽으로는 라지에유프군, 남쪽으로는 비엘코폴스카주 코닌군, 남서쪽으로는 모길노군, 서쪽으로는 주닌군과 접한다. 9개 지방 자치체(1개 도시, 4개 도시형 농촌, 4개 농촌)를 관할한다.

군기
군 문장